# Dreieich-Park

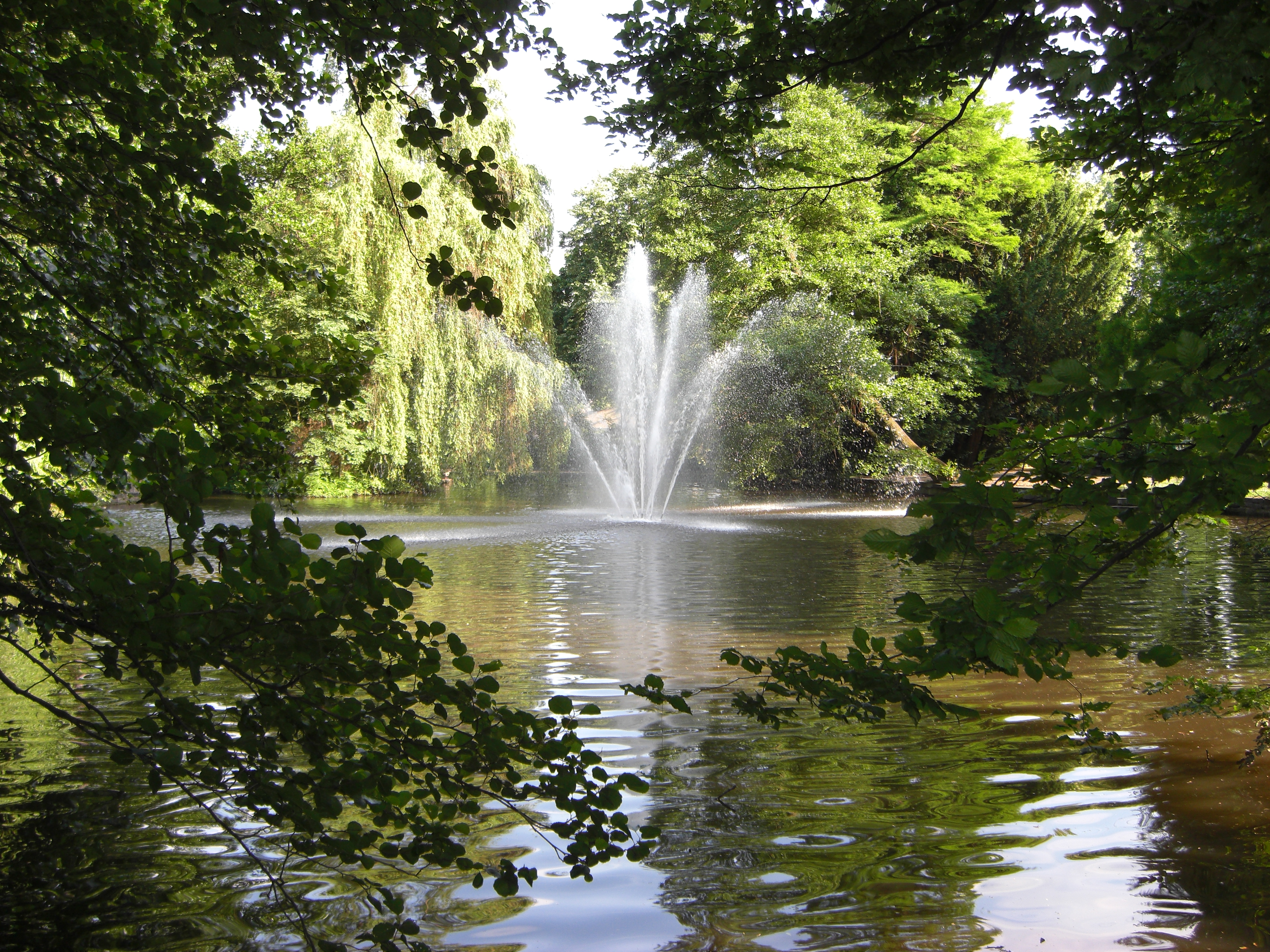
Weiher mit Springbrunnen im Dreieichpark

Der Dreieich-Park (auch: Dreieichpark) ist ein 43.500 m² großer, innerhalb des Anlagenrings an der westlichen Stadtgrenze von Offenbach am Main gelegener Volkspark, der seine Wurzeln in der 2. Hessischen Landes-Gewerbeausstellung von 1879 hat. Auf dem Gelände des nach der jahrhundertealten nahe gelegenen Stadtgrenze ursprünglich auch Grenzpark genannten Parks befinden sich die ältesten in Deutschland erhaltenen Betonbauten ohne Stahlbewehrung. Er ist Bestandteil des Regionalparks Rhein-Main und in seiner Gesamtheit als Teil des Anlagenrings Kulturdenkmal nach dem Hessischen Denkmalschutzgesetz.

## Geschichte
Das Gelände des heutigen Dreieich-Parks gehörte zur historischen Biebelsmühle, die Fürst Carl von Isenburg 1807 seinem verdienten Minister Wolfgang von Goldner überließ.

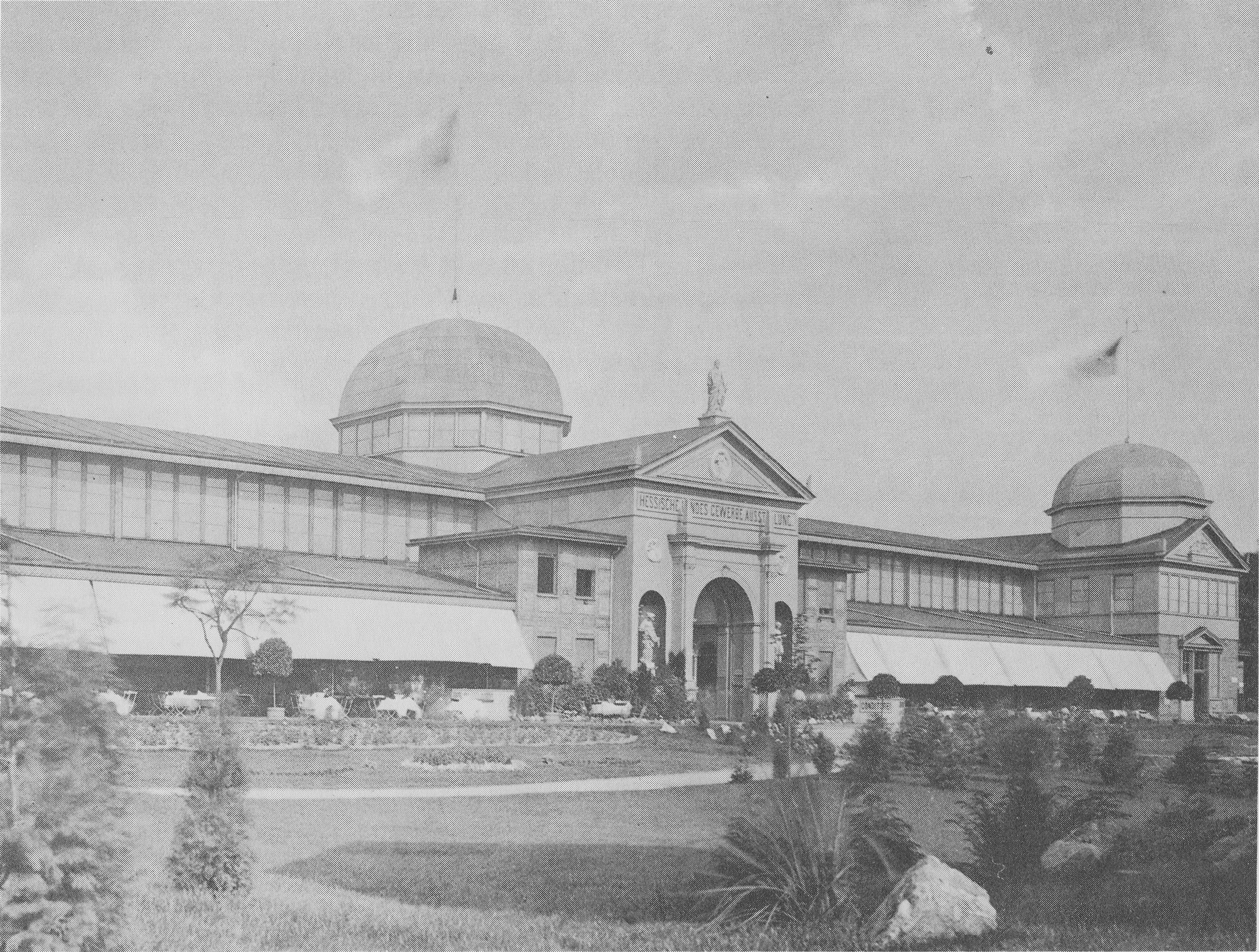
Ausstellungshalle zur 2. Hessischen Landes-Gewerbeausstellung 1879

Der Park findet seine Ursprünge in der 2. Hessischen Landes-Gewerbeausstellung von 1879, welche auf der damaligen Freifläche am westlichen Stadtrand stattfand. Für die Gewerbeschau hatte die Stadt eine ungefähr 7,5 Hektar große Fläche zur Verfügung gestellt. Teile des Gebiets wurden für die Ausstellung von dem Gartenarchitekt Andreas Weber als gärtnerische Anlage ausgeführt. Nach dem damaligen Trend wurde das Gebiet mit heimischen und vielen exotischen Gehölzen bepflanzt. Geschwungene Wege, mehrere Teiche und kleine Brücken, helle Wiesen im Wechsel mit dunkleren Plätzen und Baumgruppen sowie kleine Hügel erweckten den Eindruck einer abwechslungsreichen, weitläufigen und verwunschenen Parklandschaft.
Unter den über 800 Ausstellern waren 238 Firmen aus Offenbach. Auf der Ausstellung leuchtete die erste elektrische Beleuchtung in Offenbach in Form von Kohlebogenlampen von Siemens & Halske. Die Veranstaltung schloss mit einem Überschuss von rund 40.000 Mark ab. Mit dem Geld erstellte die Stadt am Mathildenplatz einen Neubau für die Kunstgewerbeschule, die heutige Hochschule für Gestaltung Offenbach am Main.
Nach Abschluss der Veranstaltung wurden die Ausstellungshallen wieder entfernt, die Pflanzungen, Teiche und Brücken sowie der Musikpavillon des Ausstellungsgeländes blieben indes bestehen und begründeten so den ersten öffentlichen Park der Stadt Offenbach. Im Stile des Historismus gehalten, ermöglichte er die Entstehung eines gehobenen Wohnviertels im Westend der Stadt.
Im Zuge der architektonisch aufkommenden neuen Sachlichkeit zu Beginn des 20. Jahrhunderts wurde der Park umgestaltet. Ferdinand Tutenberg begradigte die Wege und ersetzte den Musiktempel durch einen Neubau.
Im Jahr 2013 wurden die Hauptwege im Park umfangreich saniert. Insbesondere wurde deren Asphaltdecke entfernt und durch eine wassergebundene Wegedecke ersetzt.

## Einrichtung
Im Park kann der Verlauf des alten Grenzbachs nachverfolgt werden, dessen Weiher ursprünglich Biebelstrift hieß. Gespeist werden der Weiher und sein sich im Park befindender Wasserlauf noch heute durch das abfließende Wasser des sich im Offenbacher Stadtwald befindenden Buchrainweihers.

### Betondenkmäler

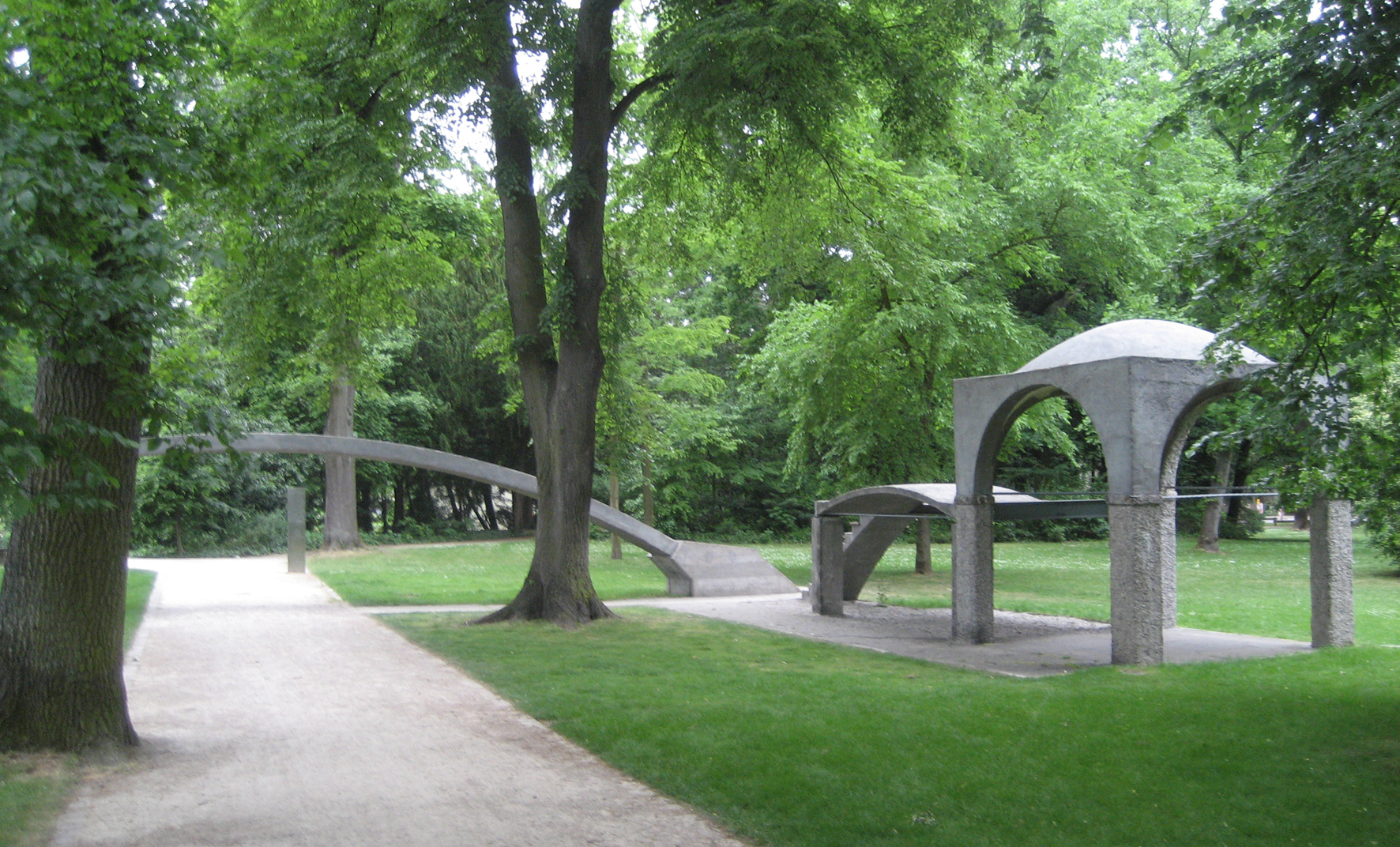
Die ältesten erhaltenen Betonbauten ohne Stahlbewehrung in Deutschland

Die Offenbacher Zementfabrik Feege & Gotthardt errichtete anlässlich der 2. Hessischen Landes-Gewerbeausstellung 1879 einen den Fußgängerweg überspannenden 16 Meter weiten gewölbten Träger, sowie einen Pavillon mit Kuppel aus nicht armiertem Portlandzement. Das Bauwerk hat keinerlei Nutzfunktion und wurde nur erstellt, um die Vielseitigkeit des zu dieser Zeit in Deutschland noch wenig verbreiteten Baustoffes aufzuzeigen. Haltbarkeitsziel war die ursprünglich geplante Dauer der Ausstellung, drei Monate. Sie erwiesen sich aber als so stabil, dass sie – anders als die übrigen Gebäude der Gewerbeausstellung von 1879 – nicht abgerissen wurden.
1970 waren die Bauten so marode, dass bereits ein Abbruch geplant war. Spenden ermöglichten die Sanierung. Hierbei wurde der gebogene Träger mit einem Stahlzugband verstärkt und zwei Säulen des Tempels ersetzt. 1984 fand eine weitere, diesmal von der Stadt Offenbach finanzierte Sanierung statt. 2006 folgte eine erneute Sanierung, in deren Rahmen Scheinwerfer zur Beleuchtung installiert wurden. 2014 musste ein stützendes Holzgerüst errichtet werden um die Standsicherheit zu gewährleisten. Zudem ist der Tempel aus Haftungsgründen abgesperrt und nicht zugänglich.
Es handelt sich wahrscheinlich um die ältesten erhaltenen Betonbauten ohne Stahlbewehrung in Deutschland. Sie sind heute Kulturdenkmäler aufgrund des Hessischen Denkmalschutzgesetzes.
Die Betonbauten sind Teil der Route der Industriekultur Rhein-Main und Ziel von Führungen, auch durch die Volkshochschule Offenbach am Main.
Bei den bedeutenden Betonteilen steht ein älterer Grenzstein. Der graue Sandsteinquader markiert heute keine Grenze mehr. Das eingemeißelte „B“ könnte auf die Biebelsmühle hindeuten, die hier einstmals bestand. Der Grenzstein ist ebenfalls Kulturdenkmal.

### Villa Jäger

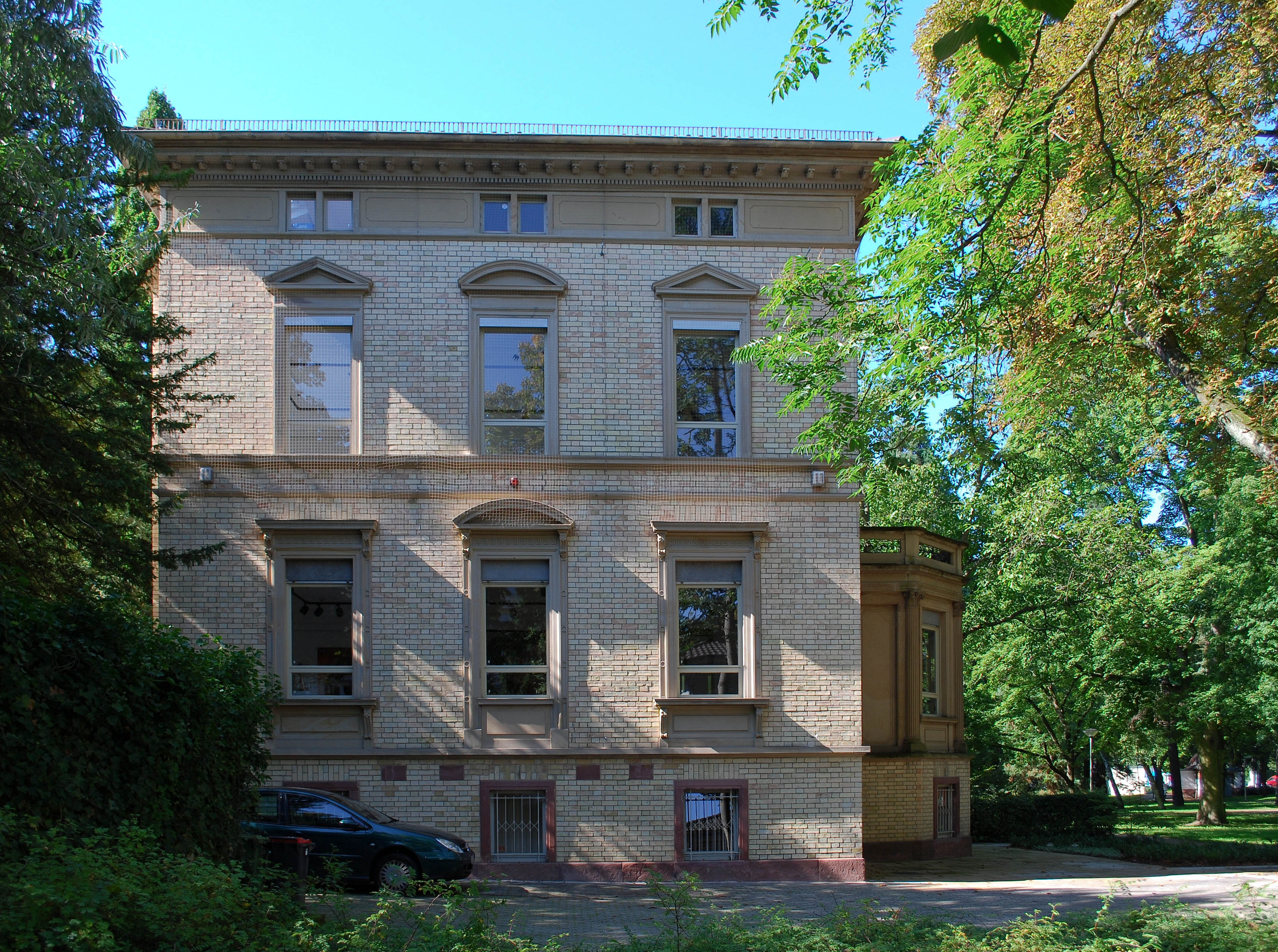
Die im Dreieich-Park gelegene Villa Jäger

Im Nordosten des Parks liegt die Villa Jäger. Zur Erbauungszeit 1873 lag diese noch an einer Freifläche und wurde erst mit Anlage des Parks in diesen integriert. Die Villa ist ein zweigeschossiger Backsteinbau mit Sandsteinelementen in neoklassizistischen Formen. Die Fassade ist mit einem Mittelrisalit mit Dreieckgiebel, davor einem weit auskragenden Erker mit Säulengliederung und darüber liegendem Balkon mit Sandsteinbrüstung und filigranem Gitter ausgeführt. Im Giebeldreieck findet sich ein Medaillon mit einem Frauenkopfrelief.
1969 wurde die Villa an die Stadt Offenbach verkauft und darin das Haus der Stadtgeschichte eingerichtet. 2003 erwarb die Rosenheim-Stiftung das Gebäude von der Stadt. Nach dem Umzug des Stadtmuseums in den Bernardbau und einer aufwendigen  Modernisierung der Villa wurde dort im April 2008 das Rosenheim-Museum als erstes privates Museum der Stadt eröffnet. Bereits 2011 stellte die Stiftung den Museumsbetrieb wieder ein, 2012 wurde das Gebäude an einen privaten Investor verkauft.
Das Gebäude steht unter Denkmalschutz.

### Toilettenhaus

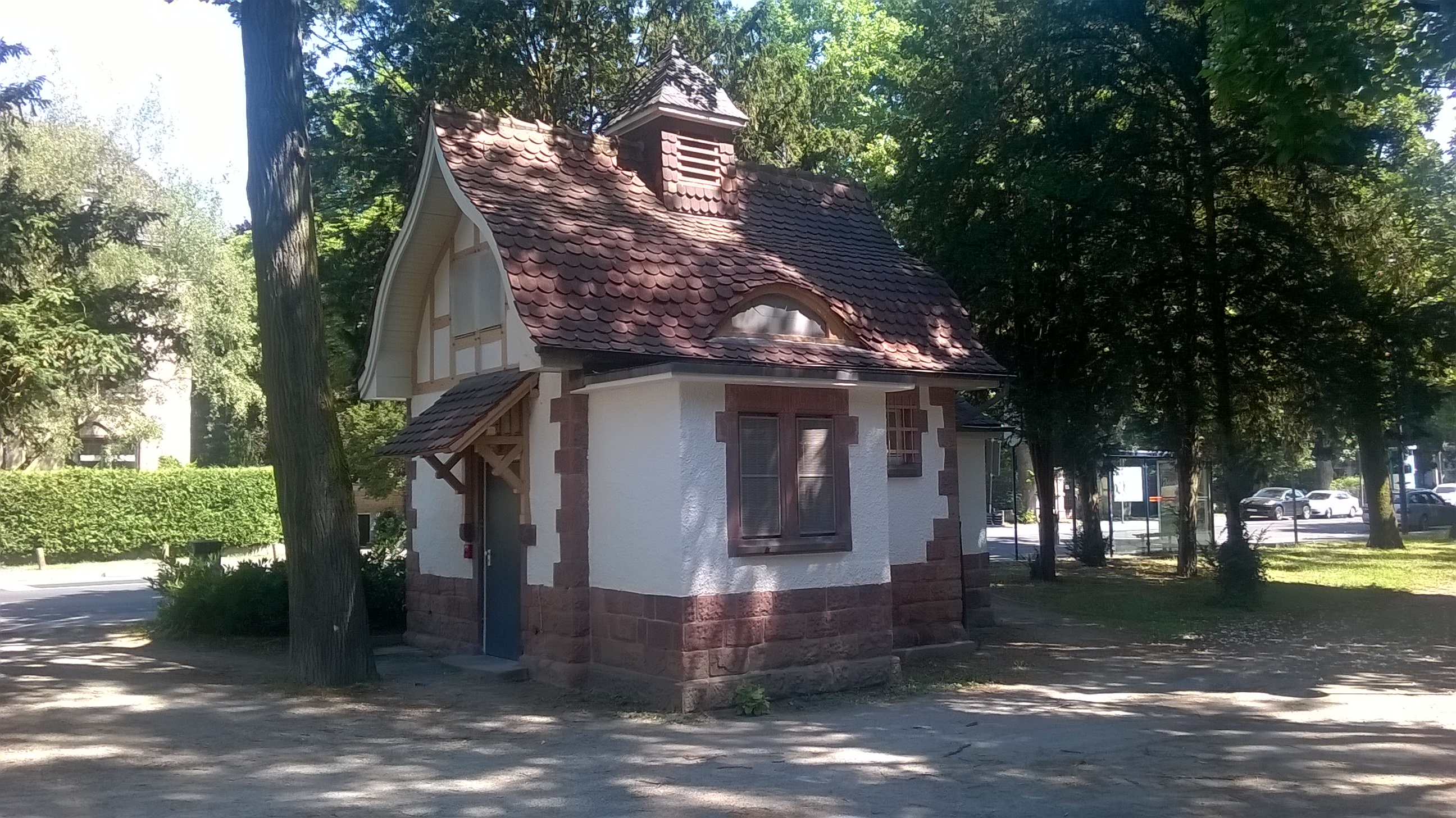
Ehemaliges Toilettenhäuschen

Am Rande des Parks hin zur Frankfurter Straße steht ein pittoreskes Häuschen, welches ehemals als öffentliche Toilette genutzt wurde. Der eingeschossige Massivbau wurde 1906 errichtet. Er ist verputzt mit rustiziertem Sockel, Eckquaderungen und Gewänden in Sandstein. Markantes Merkmal des Gebäudes ist das hohe Schiffskehldach mit Entlüftungshaube und Fledermausgaube. Die Giebelseiten sind in konstruktivem Fachwerk ausgeführt. Da das Bauwerk als aufwändig gestalteter Zweckbau von bautypologischem und geschichtlichem Wert ist, steht es unter Denkmalschutz.

### Sonstige Objekte
Neben den historischen Betonbauten befindet sich im Park ein Musikpavillon, der auf das Jahr 1879 zurückgeht.
Im westlichen Teil des Parks befindet sich ein Gedenkstein für den 1841 in Offenbach geborenen Philosophen Philipp Mainländer.
Ebenfalls im Westteils des Parks findet sich ein weiterer Gedenkstein zu Ehren des Künstlers Friedrich Schröder Sonnenstern.
Zum Freizeitangebot des Parks gehören ein großer Teich, ein Springbrunnen und ein Spielplatz.
Der Dreieich-Park steht als Teil des Anlagenrings unter Denkmalschutz.

## Veranstaltungen
Seit 2002 wird im Park am Samstag vor dem vierten Advent der Wochenschlussgottesdienst der evangelischen Friedenskirchengemeinde mit einem musikalischen Rahmenprogramm gefeiert.
Seit 2009 finden im Park rund um den Musikpavillon die Offenbacher Sonntagskonzerte statt. An vier Sonntagen im Jahr spielt ein Orchester bei freiem Eintritt leichte Klassik. Daneben gibt es ein gastronomisches Angebot.